# 1869 en sport
Cet article présente les faits marquants de l'année 1869 en sport.

## Aviron
- 17 mars : The Boat Race entre les équipes universitaires d'Oxford et de Cambridge. Oxford s'impose[1].
- 23 juillet : régate universitaire entre Harvard et Yale. Harvard s'impose[2].

## Baseball
- 17 mars : premier match de baseball aux États-Unis impliquant un club professionnel : Cincinnati Red Stockings. Ce choix permet au club de recruter les meilleurs joueurs et les résultats ne se font pas attendre : en ce 17 mars, une formation amateur de Cincinnati est balayée 24 à 15[3].
- Les Cincinnati Red Stockings sont invités par la Pacific Base Ball Convention à effectuer une tournée à San Francisco. L’achèvement de la ligne de chemin de fer transcontinental permet désormais ces longs déplacements. Les Red Stockings disputent 5 matchs dans la région de la Bay pour autant de victoire. Cincinnati concède 22 points à ces adversaires californiens mais marquent pas moins de 289 points, soit 58 par match en moyenne[4].
- Les Brooklyn Atlantics remportent le 13e championnat de baseball de la NABBP avec quarante victoires, six nuls et deux défaites.
- 8 novembre : fin de la saison de baseball aux États-Unis. Les Cincinnati Red Stockings, invaincus en 57 matchs, sont l’incontestable équipe de l’année[5]. Ces pionniers du baseball pro ont évolué devant 200 000 spectateurs pour une soixantaine de matchs et parcouru près de 20 000 km. Le bilan financier de cette première saison pro est positif : 1,39 dollars de bénéfice.

## Boxe
- 15 juin : Mike McCoole bat le challengeur britannique Tom Allen sur une disqualification dans le 9e round près de St. Louis, dans le Missouri. McCoole continue à revendiquer le Championnat américain contesté, mais son rival principal Jimmy Elliott n'est pas opérationnel[6],[7].

## Cricket
- Le Nottinghamshire County Cricket Club et le Yorkshire County Cricket Club sont sacrés champions de cricket en Angleterre[8].

## Cyclisme
- 9 mars : fondation à Rouen du club de cyclisme du Véloce Club Rouen[9].
- 1er avril : premier numéro du journal sportif parisien Le Vélocipède Illustré.
- On estime à 5 à 6000 le nombre de « velocemen » (cyclistes) français[10].
- 7 novembre : première course cycliste ville à ville entre Paris et Rouen (123 km ; une centaine de concurrents au départ, 33 à l’arrivée). Le Britannique James Moore remporte l’épreuve organisée par Le Vélocipède illustré en couvrant la distance en 10 heures et 45 minutes avec un bicycle équipé de pédales fixées sur le moyeu de la roue avant. À noter le caractère mixte de l’épreuve : « Miss América » termine 29e à 12h10 du vainqueur[11].

## Football
- fondation du club anglais du Clapham Rovers Football Club basé dans un quartier de Londres.
- fondation du club Kilmarnock FC en Écosse basé à Kilmarnock. Il s'agit du plus vieux club professionnel du pays.

## Football américain
- 6 novembre : selon la vulgate sportive américaine, cette date est marquée par la tenue du  premier match de football américain universitaire. Rutgers s'impose 6-4 face au College of New Jersey (futur Princeton). Selon les recherches de l'historien Stephen Fox, ce match de "New York Ball" pourrait être un match de football. Princeton[12] et la National Football League[13] admettent désormais cette version.

## Golf
- 15 septembre : Tom Morris, Jr. remporte l'Open britannique à Prestwick[14].

## Gymnastique
- 36 clubs de gymnastique recensés en France. Influence allemande oblige, 27 sont localisés dans l'Est du pays[15].

## Joutes nautiques
- 25 août : Pascal, dit lou Pascalou, remporte le Grand Prix de la Saint-Louis à Sète[16].

## Polo
- Premier match de polo disputé en Angleterre (Hounslow Heath)[17].

## Sport hippique
- Angleterre : Pretender gagne le Derby d'Epsom[18].
- Angleterre : The Colonel gagne le Grand National[19].
- Irlande : The Scout gagne le Derby d'Irlande[20].
- France : Consul gagne le Prix du Jockey Club[21].
- France : Péripétie gagne le Prix de Diane[22].
- Australie : Warrior gagne la Melbourne Cup[23].
- États-Unis : Fenian gagne la Belmont Stakes[24].

## Naissances
- 14 janvier : Robert Fournier-Sarlovèze, joueur de polo puis homme politique français. († 18 juillet 1937).
- 15 janvier : Robert Huntington, joueur de tennis américain. († 12 mars 1949).
- 27 janvier : Billy Bassett, footballeur anglais. († 9 avril 1937).
- 11 février : Louis Cottereau, cycliste sur route français. († 21 septembre 1917).
- 21 février : Jack Reynolds, footballeur irlando-anglais. († 3 décembre 1917).
- 7 mars : Bertha Townsend, joueuse de tennis américaine. († 12 mai 1909).
- 25 mars : Georges Cormier, pilote de courses automobile français. († 14 août 1955).
- 26 mars : Jack McCarthy, joueur de baseball américain. († 11 septembre 1931).
- 11 mai : Archibald Warden, joueur de tennis britannique. († 7 octobre 1943).
- 12 mai : Carl Schuhmann, gymnaste, lutteur, athlète de sauts et de lancers puis haltérophile allemand. († 24 mars 1946).
- 20 mai : Joshua Pim, joueur de tennis irlandais. († 15 avril 1942).
- 11 juin : Arthur-Augustus Zimmerman, cycliste sur piste américain. († 22 octobre 1936).
- 14 juin : Edgar Chadwick, footballeur puis entraîneur anglais. († 14 février 1942).
- 11 juillet : Peter McAlister, joueur de cricket australien. († 10 mai 1938).
- 19 juillet : William Gosling, footballeur anglais. († 2 octobre 1952).
- 29 juillet : Paul Aymé, joueur de tennis français. († 25 juillet 1962).
- 30 juillet : Quincy Shaw, joueur de tennis américain. († 8 mai 1960).
- 12 août : Fred Parfitt, joueur de rugby gallois. († 20 mars 1953).
- 14 septembre : Kid Nichols, joueur de baseball américain. († 11 avril 1953).
- 18 septembre : Ellen Hansell, joueuse de tennis américaine. († 11 mai 1937).
- 20 septembre : Hugh Morgan, footballeur écossais. († ? décembre 1930).
- 3 octobre : Alfred Flatow, gymnastique allemand. († 28 décembre 1942).
- 6 octobre : Jack Bell, footballeur puis entraîneur écossais. († ?).
- 8 octobre : Frank Duryea, constructeur automobile et pilote de courses américain. († 15 février 1967).
- 1er novembre : Fred Wheldon, footballeur et joueur de cricket anglais. († 13 janvier 1924).
- 29 novembre : Harry Stafford, footballeur anglais. († 24 octobre 1940).
- 2 décembre : Willy Pöge, pilote de courses automobile et industriel allemand. († 12 mai 1914).
- 26 décembre : Mathieu Cordang, cycliste sur piste et sur route néerlandais. († 24 mars 1942).
- ? : Louis Choisy rameur puis entraîneur et dirigeant sportif ainsi qu'arbitre suisse. Président de la FSSA entre 1924 et 1925. († ?).